# 沖縄米軍駐留反対運動

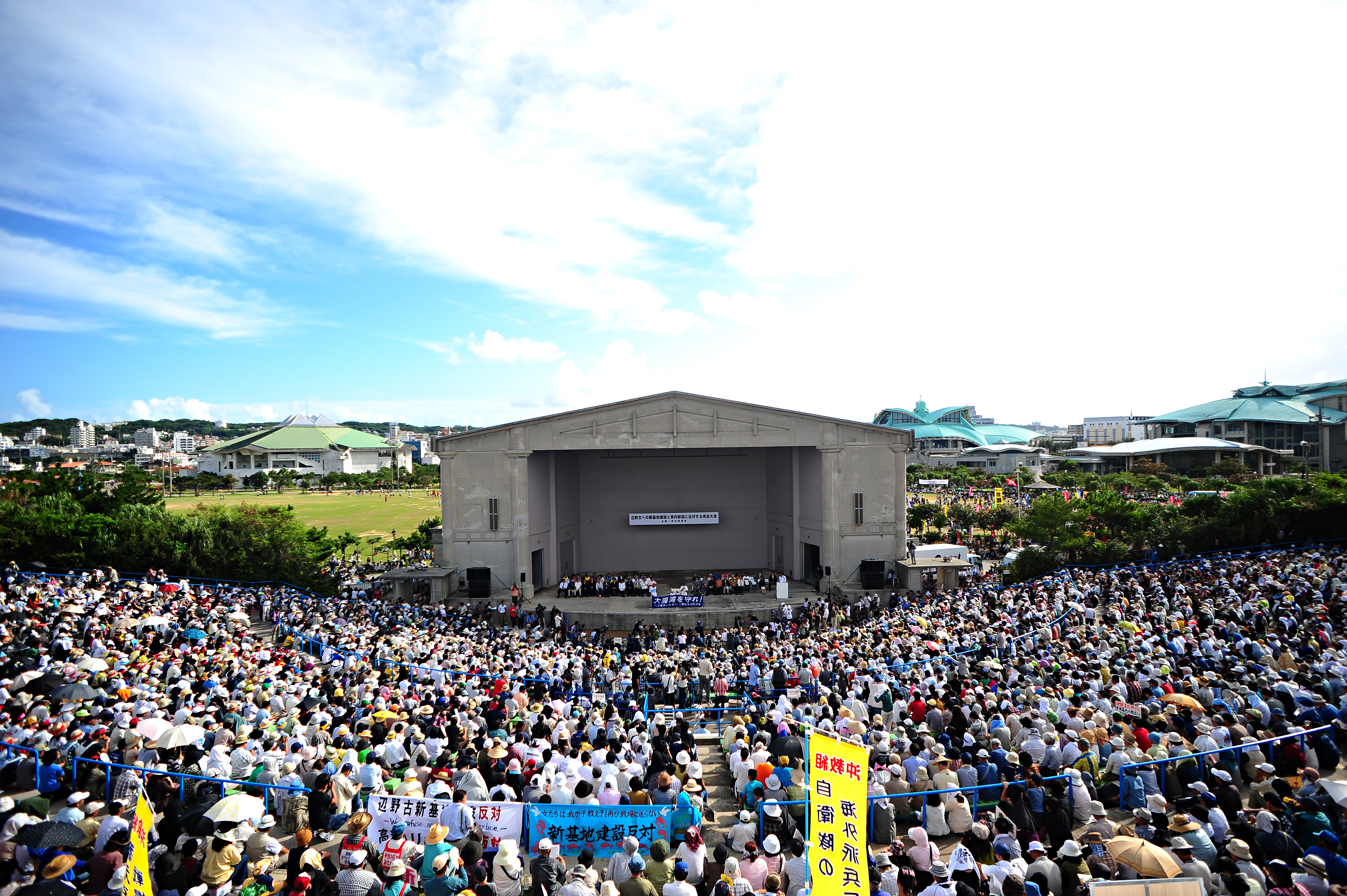
沖縄県宜野湾市普天間基地に対する抗議集会

日本の陸地の0.6％を占める沖縄本島は 、在日米軍の約75％が沖縄県に駐留しており、沖縄本島の土地の約18％を軍事施設が占めている。1960年に改正日米安全保障条約が批准された後、日本国全体で大規模な抗議行動が行われ、推定3,000万人の日本人が参加した（安保闘争）在日米軍が沖縄に強い関心を寄せている中、県民は日本で最も失業率の高い経済問題に直面しているのみならず、外部資本からの投資獲得に苦心している。沖縄は米軍に協力するために日本本土に利用されていると議論されており 、大規模な沖縄市民の反対の声は依然として沖縄に変革をもたらすには至らず、25,000人の米軍が沖縄に残っている。

## 背景
米国は第二次世界大戦以前まで対外政策としてにはモンロー主義を方針としていた。しかし第二次世界大戦以降の世界情勢に対しては、冷戦体制の片翼として世界各地に軍事基地を整備するようになる。沖縄においても、1945年の沖縄戦後、1972年の日本復帰まで、アメリカ合衆国による沖縄統治となった関係と、地理的要因により、広大な土地が接収され米軍基地として整備される事となる。
沖縄戦直後の米軍は、沖縄を日本帝国主義に支配された非日本地域であると認識すると同時に、その自治能力を過少に評価していたため、市町村長、市町村議会選挙を実施したにもかかわらず、政党の行動制限をかけるなど沖縄人に対する抑圧的な対応を行った。
また、強制的な土地接収や米軍人・軍属の一部による犯罪の軽視姿勢など、米軍の強権姿勢は沖縄人の反米感情を激しく高める事となった。
これらの反米感情は、やがて、1956年の島ぐるみ闘争や、1960年の沖縄県祖国復帰協議会(復帰協)の結成などを経て1972年の日本国への返還へとつながって行く。
沖縄の日本への復帰は在沖縄駐留米軍の規模整理、縮小、兵力削減、日米地位協定の対象並びに運営の見直しに至るが、同時に安保闘争の失敗などから他の日本地域に居場所を失った活動家の流入を招く事となり、他の日本地域並みを求める拙速な要求を過激に繰り返す温床となっている。

### 抗議活動
1955年、嘉手納基地近くで米兵による6歳の少女に対する暴行・殺害事件（由美子ちゃん事件）が発生し、1週間後には別の兵士による児童暴行が発生した。これが、米軍に対する最初の抗議集会へと繋がる。。
1956年6月9日、琉球列島米国民政府（USCAR）は、沖縄立法院が全会一致で求めた「土地を守る四原則」に対して、「プライス勧告」を発表。反発した議員らは辞任をもって意思を示し、16の政治組織が合体して全沖縄土地を守る協議会が結成され、抗議集会が開かれた。これには20万人が参加したとされる。（島ぐるみ闘争）。
このころ、軍の駐留によって農家に制限があるとし、土地と私有財産権の確認を求める運動が展開される。また、一部「自分たちの島が戦争準備の道具として使われ、その結果、より多くの人々が犠牲になることを望まない」と反戦を求める声が上がる。またベトナム戦争時においては、反戦感情が高まり、沖縄に配備されている核兵器に対する抗議なども行われた。
1965年、読谷補助飛行場で行われた米軍訓練中、少女がパラシュート投下されたトレーラーの下敷きとなり死亡した。この事故に対し、島における米軍活動停止を呼びかける集会が行われ、1万人が参加する事態となる。。
2016年6月、元海兵隊員による20歳日本人女性への暴行・殺害事件（うるま市女性殺害事件）に抗議する集会に、推定65,000人が参加。当時の沖縄知事、翁長雄志は、この事件に対し米軍の退去を主張した。2017年12月1日、元海兵隊員は那覇地方裁判所で無期懲役の判決を言い渡された。

### コザ暴動
1970年12月、コザ市（現・沖縄市）での緊張が、3,000人以上の沖縄市民と米軍憲兵との衝突勃発をもたらした（コザ暴動）。衝突は、アメリカ人運転手が沖縄県民を撥ねて軽傷を負わせたことから始まった。群衆に対処するために駆けつけた憲兵が警告射撃を行い、それがさらに群衆を増大させた。この衝突は夜を徹して続く暴動となり、82台の車が燃やされ、88人の負傷者が出た。この自然発生的な暴動は、米軍支配下で劣悪な扱いを受けていた沖縄県民の分岐点であると考えられた。

### 1995年の少女暴行事件
1995年9月、キャンプ・ハンセンに勤務していた海軍と海兵隊の3人の米軍兵士が、12歳の沖縄の少女を誘拐・暴行した（沖縄米兵少女暴行事件）。この事件は、沖縄ではアメリカではなく日本の当局に告発するよう求める大規模な抗議活動をもたらし、犯人らは那覇地方裁判所で起訴され、判決を下された。島中に抗議が広がり、宜野湾市海浜公園で8万人の沖縄県民が事件に抗議した。国際的なニュースとなったこの事件は、帝国主義の被害と女性の保護を求める対話へと移行した。これは、日米地位協定改正の是非をめぐる沖縄での論争に発展した。事件は、物議を醸している普天間飛行場（宜野湾市）の移設を要求する原因となった。

### 普天間基地辺野古湾移設
事件の後、米国は普天間飛行場の閉鎖と宜野湾市の中心部からの移転への同意を迫られた。移設については沖縄県民の間で議論され、また争われたが、普天間基地の運用は幾年も続けられたままであった。
2013年12月、沖縄県知事仲井眞弘多が辺野古湾基地の建設に着手。。
2018年8月11日、米海兵隊普天間基地を宜野湾市に比べて人口の少ない漁村である辺野古に移設することに反対して、多数の人々が沖縄県の県庁所在地である那覇に集まった。基地反対者は、基地が島を横断するのではなく、島から完全に移転することを望むと主張。一部の環境保護団体は、湾内のサンゴやジュゴンに悪影響を及ぼす可能性があるとして、辺野古への移設に反対を表明している。。
2019年2月、辺野古米軍基地建設のための埋立ての賛否を問う県民投票が行われ、投票者の70％以上（約434,000人/投票率は52.48%）が新しい辺野古基地の建設(辺野古地域にはもともと海兵隊基地があったことから、基地の建設ではなく、基地の拡大という表現が正しい)に反対票を投じた。投票の結果を受けて、安倍晋三首相は、基地の移転について沖縄市民の理解を求めた。反対派は「東京では彼ら(沖縄)の声が聞こえないと感じている」と主張している。

### 嘉手納基地
1959年6月、嘉手納基地からから飛び立ったF-100戦闘機が沖縄県うるま市の小学校に墜落した（宮森小学校米軍機墜落事故）。墜落により17人が死亡し、210人が負傷した。
嘉手納基地周辺の住宅地は、航空機からの危険なほど大きな騒音にさらされており、ベトナム戦争中、騒音レベルは住民の難聴を引き起こすほど危険であった。何十年にもわたる騒音記録からの研究では、地域住民の難聴リスクが主張されている。

### 近年の動向
2012年4月27日、日米安全保障協議委員会（SCC）は玄葉光一郎外務大臣・田中直紀防衛大臣・ヒラリー・クリントン国務長官・レオン・パネッタ国防長官（2+2）連名で共同発表を行い、約9,000人の海兵隊の要員がその家族と共に沖縄から日本国外の場所に移転されることが表明された。海兵隊はグアム、ハワイ、またはオーストラリアの他の軍事基地に移動される。しかし、再編成はまだ行われておらず、2024年に行われると推測されている。